# 早期现代人
早期现代人是指生存年代較早的晚期智人，早期现代人的生存年代與早期智人生存的年代相近甚至同時存在。從解剖学上來講，早期现代人的身體與現代人基本上一樣。距今约30-20万年前就已出現早期现代人。